# Kamil Kosecki
Kamil Krzysztof Kosecki (ur. 1984 w Kielcach) – polski kompozytor i fagocista.

## Życiorys
W 2010 roku ukończył kompozycję na Uniwersytecie Muzycznym Fryderyka Chopina w klasie prof. Zbigniewa Bagińskiego oraz fagot w klasie prof. Zbigniewa Płużka. Jest absolwentem Studiów Podyplomowych Muzyki Filmowej, Komputerowej oraz Twórczości Audiowizualnej w Akademii Muzycznej im. G. i K. Bacewiczów w Łodzi. Twórca hejnału Wilanowa miasta st. Warszawa. Jego dzieła były wykonywane w następujących miejscach: Firehouse Space w Nowym Yorku, Filharmonia Trondheim Symfoniorkester w Norwegii, festiwal „Electronic Music Week” w Szanghaju, festiwal w Wielkiej Brytanii „Noise Floor” w Staffordshire, New York City Electroacoustic Music Festival 2016, International Festival of Electroacustic Music w Meksyku, Festiwal Neoarte w Gdańsku, „Świętokrzyskie Dni Muzyki” w Kielcach, Festiwal „Gaude Mater” w Częstochowie, „Festiwal A. Didura” w Sanoku, Festiwal „Musica Moderna” w Łodzi, Festiwal „Probaltica” w Toruniu i Warszawie (studio im. Agnieszki Osieckiej), „Leo Festiwal” we Wrocławiu, Festiwal Laureatów Muzycznych w Bydgoszczy, Festiwal „Alkagran” w Czechowicach-Dziedzicach i wielu innych.

## Nagrody i wyróżnienia
- 2002 – Wyróżnienie za wykonanie swojej pierwszej kompozycji „Sonata na fagot i fortepian” na Ogólnopolskich Przesłuchaniach Instrumentów Dętych Uczniów Szkół Muzycznych w Olsztynie
- 2002 – Nagroda Towarzystwa Przyjaciół im. Fryderyka Chopina w Kielcach
- 2002 – Nagroda Prezydenta Miasta Kielc „Nadzieja Kielc"
- 2006 – Wyróżnienie na III Międzynarodowym Konkursie Kompozytorskim w Krakowie „Muzyka Ogrodowa " za utwór na orkiestrę smyczkową „Soul of the Winter”
- 2007 – IV nagroda na III Międzynarodowym Konkursie Kompozytorskim „Musica Sacra” Częstochowa – Warszawa - Cambridge za utwór na szesnastogłosowy chór „Lacrimosa”
- 2007 – Nagroda Specjalna dla najmłodszego laureata w postaci płyt i publikacji muzycznych w na III Międzynarodowym Konkursie Kompozytorskim „Musica Sacra”  Częstochowa – Warszawa – Cambridge za utwór na szesnastogłosowy chór „Lacrimosa”
- 2008 – Finalista Ogólnopolskiego Konkursu Kompozytorskiego im. Zbigniewa Herberta w Toruniu dzięki napisanej kompozycji na bas i kwintet smyczkowy do wiersza Herberta „Brewiarz”
- 2008 – Finalista Międzynarodowego Konkursu Kompozytorskiego im. I.J. Paderewskiego w Bydgoszczy
- 2008 – Wyróżnienie na III Ogólnopolskim Konkursie Fagotowym im. C.M. von Webera we Wrocławiu
- 2008 – I nagroda na Ogólnopolskim Konkursie Kompozytorskim im. A. Didura w Sanoku za utwór napisany do własnego tekstu na sopran i fortepian „Pieśń o muzyce”
- 2008 – Laureat nagrody na Ogólnopolskim Konkursie Kompozytorskim na hejnał dzielnicy Wilanów miasta Warszawa napisanym z okazji trzysta dwudziestej piątej rocznicy odsieczy wiedeńskiej
- 2009 – I nagroda na Ogólnopolskim Konkursie Kompozytorskim na operę dla dzieci we Wrocławiu za operę „Nasz las” na orkiestrę kameralną, chór dziecięcy oraz solistów
- 2009 – Nagroda Urzędu Marszałkowskiego w Kielcach „Talenty Świętokrzyskie”
- 2009 – Stypendium Ministra Kultury i Dziedzictwa Narodowego
- 2010 – I nagroda na VIII Ogólnopolskim Konkursie Kompozytorskim im. Tadeusza Ochlewskiego w Krakowie za utwór „Magnetismo” na akordeon
- 2012 – I nagroda na Konkursie Kompozytorskim T. Bairda za utwór na bas, gitarę i fortepian do własnego tekstu  „Muzyczna Maszyna”
- 2013 – Wyróżnienie na Konkursie Kompozytorskim im. K. Szymanowskiego za utwór na orkiestrę symfoniczną „Iluzje”
- 2013 – Wyróżnienie na Międzynarodowym Konkursie Kompozytorskim im. K. Komedy za utwór na orkiestrę symfoniczną  „Zakłócenia czasu pewnego tajemniczego miejsca”
- 2014 – Stypendium twórcze Ministerstwa Kultury i Dziedzictwa Narodowego
- 2016 – Wyróżnienie na I Ogólnopolskim Konkursie Kompozytorskim w Kaliszu za pieśń do wiersza ks .Jana Twardowskiego  na bas i smyczki pt.”Jeszcze”
- 2016 – Laureat Międzynarodowego Amerykańskiego Konkursu Kompozytorskiego Fifteen-Minutes-of-Fame: Re-Imagining Beethoven dzięki utworowi pt. „Never make fun of Beethoven!”

Źródło: